# Els Rochette
 (mars 2020).
Els Rochette, née le 8 mai 1974, est une femme politique belge et députée pour la région de Bruxelles-Capitale (depuis mai 2019)

## Parcours
Elle fait un bachelier en Assistance Sociale à la HUB-KUBrussel, qu'elle termine en 1994. Pendant presque 10, elle travaille pour l'association Adzon, active dans l'accompagnement des prostitués masculins, fermée en 2009.
En aout 2004, elle prend la direction artistique de Globe Aroma, une maison d'art ouverte aux réfugiés et demandeurs d'asile, qu'elle quitte 14 ans plus tard pour se lancer en politique. 

## Carrière politique
Els Rochette se présente pour la première fois aux élections Régionales de la Région de Bruxelles-Capitales du 26 mai 2019, à la demande de la liste de one.brussels, la liste liées au spa, enrichies d'indépendants, comme Els Rochette. Elle devient la colistière indépendante de Pascal Smet et est élue députée.